# Seznam francoskih antropologov
Seznam francoskih antropologov.

## B
- Roland Barthes?
- Jean-Louis Berlandier
- Gilles Boëtsch
- Pierre Bourdieu
- Henry Breuil
- Paul Broca
- Jean-Marie Brohm

## C
- Paul du Chaillu
- Pierre Clastres
- (Jean Clottes)
- Yves Coppens

## D
- Jean-Jacques Delannoy (antropo-geomorfolog)
- Joseph Deniker
- Philippe Descola
- Jean-Pierre Digard
- Georges Dumézil
- Gilbert Durand ?(1921-2012)

## G
- Ernest Gellner
- René Girard
- Arthur de Gobineau
- Maurice Godelier
- René Guénon [arab.: Abd al-Wahid Yahya]

## J
- Robert Jaulin

## L
- Bruno Latour
- Gustave Le Bon
- André Leroi-Gourhan
- Claude Lévi-Strauss
- Lucien Lévy-Bruhl
- Anatole Lewitsky

## M
- Marcel Mauss
- Louis Laurent Gabriel de Mortillet

## N
- Véronique Nahoum-Grappe

## S
- Alfred Sauvy

## T
- Emmanuel Terray
- Pierre Teilhard de Chardin

## V
- Boris Vildé